# 西沢幸奏
西沢 幸奏（にしざわ しえな、1997年2月23日 - ）は、日本の女性歌手、ギタリスト。埼玉県出身。身長148cm。
2019年から2023年12月31日までは、ソロプロジェクト「EXiNA」（イグジーナ）として活動していた。

## 経歴
中学時代、父親が使っていたギターを手にしたことをきっかけに、音楽にのめり込んでいく。いつしか「アーティスト」になり、大勢の人の前で歌うことを夢見るようになる。
2014年開催の「第一回フライングドッグ・オーディション」でグランプリを受賞、2015年1月にはテレビアニメ『艦隊これくしょん -艦これ-』のエンディングテーマを担当し、デビュー。
2015年4月7日より自身初の冠番組となるインターネットラジオ『西沢幸奏 ナビゲートラジオ〜しえな、がんばりますっ!』が、超!A&G+より放送が開始された。
2019年7月9日、新たにソロプロジェクト「EXiNA（イグジーナ）」を始動させ、SACRA MUSICより新作リリースを開始すると発表した。プロジェクト名は「しえな」⇒「XIENA」のアナグラムとなっていて、自らを再度、組み直す意思の表れのこと。プロジェクト名やアルバム名に"X"と"i"を用いたのは、字面のかっこよさから、"i"が小文字なのは、近未来的なイメージを表しているとのこと。
2022年12月27日に所属事務所の有限会社無重力を退所し、独立することが発表された。
2023年9月18日、自身のX（旧Twitter）にて、「西沢幸奏」名義での活動再開を発表。11月6日に西沢幸奏としてのオフィシャルサイトを開設した。
2024年2月22日には、西沢幸奏名義では約6年ぶりとなるワンマンライブ『西沢幸奏 再始動・生誕記念ワンマンライブ Birth 〜Hug my feeling〜』を東京・Shibuya eggmanで開催。

## 趣味・特技
趣味は寄り道であり、仕事の合間などにカフェを巡るのが好きだが、2021年6月、競馬にガチハマり中 である事をTwitterでカミングアウトしている。競馬ノートを作成している様子が見受けられる。一口馬主となったことも報告された。
ゲーム好きである。特に『ドラゴンクエスト』シリーズをこよなく愛し、ゲーム好きというよりドラクエ好きと言うほど。『シュタインズ・ゲート』『ダンガンロンパ』 などもプレイしている。
お絵描きも得意であり、自身がOPテーマを歌唱した『学戦都市アスタリスク』のキャラクターの絵などをTwitter上で度々披露している。
好きな食べ物は、おにぎり、チーズ。飲むヨーグルト、ハチミツにもハマっているという。
好きな漫画は『NARUTO』。
特技は即興ソング。自身のラジオ内でも『しえな・いんぷろんぷちゅ』というコーナーで毎回、お題に沿った即興ソングを披露していた。

## 使用機材
以下のエレキギター、アコースティックギターを所持している。
・RYOGA・HORNET-H3/EXiNA CUSTOM (GLR)　EXiNAとしてのメインギター。RYOGA by 島村楽器のEXiNAのためにオリジナルカラーが施されたオーダーメイドモデル。
・RYOGA・SKATER
・Fender・Telecaster　愛称「シェンダー」お姉さんという設定。
・Paul Read Smith・S2 Vela
・History・NT-SC/FM

## 好きなアーティスト
- Foo Fighters
- ASIAN KUNG-FU GENERATION

## ディスコグラフィ

### シングル

#### CDシングル
|                              | 発売日                       | タイトル                     | 規格品番                     | 規格品番                     | オリコン 最高位              | RIAJ 認定                    |
| 初回限定盤                   | 発売日                       | タイトル                     | 通常盤                       |                              | オリコン 最高位              | RIAJ 認定                    |
| 西沢幸奏（フライングドッグ） | 西沢幸奏（フライングドッグ） | 西沢幸奏（フライングドッグ） | 西沢幸奏（フライングドッグ） | 西沢幸奏（フライングドッグ） | 西沢幸奏（フライングドッグ） | 西沢幸奏（フライングドッグ） |
| ---------------------------- | ---------------------------- | ---------------------------- | ---------------------------- | ---------------------------- | ---------------------------- | ---------------------------- |
| 1st                          | 2015年2月18日                | 吹雪                         |                              | VTCL-35203                   | 6位                          | ゴールド                     |
| 2nd                          | 2015年11月11日               | Brand-new World/ピアチェーレ | VTCL-35218                   | 24位                         |                              |                              |
| 3rd                          | 2016年5月25日                | The Asterisk War             | VTCL-35229                   | 30位                         |                              |                              |
| 4th                          | 2016年11月23日               | 帰還                         | VTCL-35242                   | 29位                         |                              |                              |
| 5th                          | 2018年2月21日                | LOVE MEN HOLIC               | VTCL-35270                   | 48位                         |                              |                              |
| EXiNA（SACRA MUSIC）         |                              |                              |                              |                              |                              |                              |
| 1st                          | 2021年5月19日                | DiViNE                       |                              | VVCL-1855                    | 57位                         |                              |
| 2nd                          | 2022年2月9日                 | ENDiNG MiRAGE                | VVCL-1933/4                  | VVCL-1935                    | 54位                         |                              |

#### 配信限定シングル
|                      | 配信日               | タイトル             |
| EXiNA（SACRA MUSIC） | EXiNA（SACRA MUSIC） | EXiNA（SACRA MUSIC） |
| -------------------- | -------------------- | -------------------- |
| 1st                  | 2019年7月10日        | EQ                   |
| 2nd                  | 2019年8月3日         | KATANA               |
| 3rd                  | 2019年8月14日        | OVERTHiNKiNG BOY     |
| 4th                  | 2019年10月30日       | JESUS KNOWS          |
| 5th                  | 2019年12月4日        | BABEL                |

### アルバム

#### CDアルバム
|                              | 発売日                       | タイトル                     | 規格品番                     | 規格品番                     | オリコン 最高位              |
| 初回限定盤                   | 発売日                       | タイトル                     | 通常盤                       |                              | オリコン 最高位              |
| 西沢幸奏（フライングドッグ） | 西沢幸奏（フライングドッグ） | 西沢幸奏（フライングドッグ） | 西沢幸奏（フライングドッグ） | 西沢幸奏（フライングドッグ） | 西沢幸奏（フライングドッグ） |
| ---------------------------- | ---------------------------- | ---------------------------- | ---------------------------- | ---------------------------- | ---------------------------- |
| 1st                          | 2017年3月15日                | Break Your Fate              | VTZL-124                     | VTCL-60447                   | 16位                         |
| EXiNA（SACRA MUSIC）         |                              |                              |                              |                              |                              |
| 1st                          | 2022年5月18日                | SHiENA                       | VVCL-1946                    |                              | 138位                        |

#### 配信限定アルバム
|                              | 配信日                       | タイトル                     | オリコン 最高位              |
| 西沢幸奏（フライングドッグ） | 西沢幸奏（フライングドッグ） | 西沢幸奏（フライングドッグ） | 西沢幸奏（フライングドッグ） |
| ---------------------------- | ---------------------------- | ---------------------------- | ---------------------------- |
| 1st                          | 2018年6月27日                | Meteor/New Generation        | 圏外                         |
| EXiNA（SACRA MUSIC）         |                              |                              |                              |
| 1st                          | 2019年8月21日                | XiX                          | 137位（CD盤）                |

## タイアップ
| 楽曲             | タイアップ                                                   | 時期   |
| ---------------- | ------------------------------------------------------------ | ------ |
| 吹雪             | テレビアニメ『艦隊これくしょん -艦これ-』エンディングテーマ  | 2015年 |
| Brand-new World  | テレビアニメ『学戦都市アスタリスク』オープニングテーマ       | 2015年 |
| ピアチェーレ     | OVA『ARIA The AVVENIRE』主題歌                               | 2015年 |
| Cross            | PS Vitaゲーム『BAD APPLE WARS』エンディングテーマ            | 2015年 |
| Brilliant Star   | PS Vitaゲーム『学戦都市アスタリスクフェスタ 鳳華絢爛』主題歌 | 2016年 |
| The Asterisk War | テレビアニメ『学戦都市アスタリスク』オープニングテーマ       | 2016年 |
| Break your fate  | ゲーム『アラド戦記』タイアップ曲                             | 2016年 |
| 帰還             | アニメ映画『劇場版 艦これ』主題歌                            | 2016年 |
| Gray Blaze       | ゲーム『アラド戦記』タイアップ曲                             | 2017年 |
| LOVE MEN HOLIC   | テレビアニメ『ラーメン大好き小泉さん』エンディングテーマ     | 2018年 |
| Meteor           | テレビアニメ『重神機パンドーラ』挿入歌                       | 2018年 |
| New Generation   | テレビアニメ『重神機パンドーラ』挿入歌                       | 2018年 |
| DiViNE           | テレビアニメ『BLUE REFLECTION RAY/澪』オープニングテーマ     | 2021年 |
| ENDiNG MiRAGE    | テレビアニメ『終末のハーレム』エンディングテーマ             | 2021年 |

## 出演

### テレビ
- musicる TV（2017年2月27日・4月10日、テレビ朝日）
- 超時空彩の国S.T.M（2018年10月3日 - 12月26日、テレビ埼玉）[47]
- AIR（2021年5月17日、長崎国際テレビ）
- B.B.レアリティ（2023年10月 - 2024年9月、TOKYO MX他）ナビゲーター[48]

### ラジオ
※はインターネット配信。
- 西沢幸奏 NAVIGATE RADIO〜しえな、がんばりますっ!（2015年 - 2016年、超A&G+※）
- 西沢幸奏 NAVIGATE RADIO しえな、KEEP TRYING!（2016年 - 2017年、超!A&G+※）
- A&G ARTIST ZONE 西沢 幸奏のTHE CATCH（2017年 - 2018年、超!A&G+※）
- A&Gメディアステーション こむちゃっとカウントダウン（2017年、2022年、文化放送）[49][50]
- ラジオのアナ～ラジアナ だいすけ!まな板SHOW・TIME!（2019年、FM NACK5）
- キラスタ（2021年、FM NACK5）
- A&G TRIBAL RADIO エジソン（2022年、文化放送）[51]
- 亜咲花 Animetick Night（2022年、CBCラジオ）
- MUSIC WOLF（2022年、NBCラジオ長崎）
- Hit Hit Hit!!（2022年、FM NACK5）

### WEB番組
- 電人☆ゲッチャ!（2016年11月10日、ニコニコ生放送）

### イベント
- Animelo Summer Live 2015 -THE GATE-（さいたまスーパーアリーナ、2015年8月28日）
- ANIMAX MUSIX 2015 YOKOHAMA（横浜アリーナ、2015年11月21日）
- 西沢幸奏トーク&ミニライブVol.1（原宿アストロホール、2016年2月20日）
- AJ Night 2016（ディファ有明、2016年3月26日）
- DoKomi2016（デュッセルドルフ・コングレスセンター、2016年4月30日）
- MF文庫J『夏の学園祭2016』スペシャルライブステージ（EBiS303、2016年7月17日）
- ANISON DREAM STAGE 2016（九龍湾国際展貿中心、2016年7月31日）
- Animelo Summer Live 2016 刻-TOKI-（さいたまスーパーアリーナ、2016年8月21日）
- かどみゅ!（NHKホール、2016年9月4日）[52]
- APTEMI∑FES-アルテミスフェス- supported by musicる TV（EX THEATER ROPPONGI、2017年3月14日）
- ANIMAX MUSIX 2018 OSAKA（大阪城ホール、2018年3月3日）
- MUSIC B.B. presents OVERWHELMING NEW POWER（渋谷TSUTAYA O-WEST、2019年3月17日）
- 京 Premium Live 2021（ロームシアター京都、2021年12月12日）[53]